# Гулистан бит-тюрки
«Гулиста́н бит-тюрки́» (گلستان بالترکی‎ — «„Гулистан“ на тюркском») — поэма (дастан) кыпчакского поэта Сайф-и Сараи. Перевод на тюркский язык религиозно-дидактического произведения «Гулистан» персидского поэта Саади.
Дидактическая поэма «Гулистан бит-тюрки», состоящая из 5000 строк, была написана Сайф-и Сараи на тюркском (кыпчакском) языке в 1391 году в Египте под властью мамлюков. Сюжет произведения позаимствован из одноимённой поэмы Саади. Некоторые места произведения Саади были сокращены автором, некоторые места — дополнены, также были введены оригинальные истории. Сохранив общую линию повествования, Сайф-и Сараи изложил её в своём стиле. Автор дополнил «Гулистан» собственными лирическо-философскими отступлениями, одами и газелями современников.
«Гулистан бит-тюрки» состоит из восьми глав, посвящённых жизни царей (I), нравам дервишей и бедняков (II), покорности судьбе (III), цене слова и пользе немногословности (IV), любви и молодости (V), старости и слабости (VI), нравственности (VI), правилам общения (VIII). Каждая глава состоит из нескольких десятков историй-хикаятов (всего их 182). После каждого хикаята следует сентенция в виде касыды, кыты, маснави или рубаи.
Рукопись «Гулистан бит-тюрки» была обнаружена в 1915 году (хранится в библиотеке Лейденского университета под № 1355). В 1954 году в Анкаре опубликованы фотокопии, в 1968 году в Ташкенте увидела свет транскрипция на основе русской графики. В 1975 году в Алма-Ате была издана двухтомная работа тюрколога Э. Н. Наджипа под названием «Тюркоязычный памятник XIV в. „Гулистан“ Сейфа Сараи и его язык» с историко-культурным обзором произведения, грамматическим очерком и переводом используемой в ней лексики. В 1980 и 1999 годах «Гулистан бит-тюрки» был издан в Казани.